# Evelyn Kenzler
Evelyn Kenzler (* 2. Dezember 1962 in Berlin-Pankow) ist eine deutsche Politikerin (SED; PDS) und ehemalige Abgeordnete des deutschen Bundestages.

## Leben
Kenzler machte im Jahr 1981 an dem Carl-von-Ossietzky-Gymnasium in Berlin ihr Abitur. Zwei Jahre später begann sie mit einem Studium der Rechtswissenschaft an der Humboldt-Universität zu Berlin. An der Berliner Universität begann sie dann auch 1987 mit einem Forschungsstudium, wo sie auch 1991 promovierte. Sie arbeitet als freiberufliche Rechtsanwältin und zählt Arbeits- und Familienrecht zu ihren Schwerpunkten.

## Politik
Kenzler trat im Jahr 1983 der SED bei und wurde im Jahr 1989 Mitglied der Nachfolgepartei PDS, in der sie seit 1995 Mitglied des Parteirates war. Bei der Bundestagswahl 1998 zog sie über die Landesliste Sachsen in den Bundestag ein, behielt ihr Mandat allerdings nur für diese eine Legislaturperiode und schied daher 2002 wieder aus dem Parlament aus.